# Иващенко, Аристарх Алексеевич
Аристарх Алексеевич Иващенко (1825—1864) — русский кораблестроитель, старший судостроитель Санкт-Петербургского порта, капитан Корпуса корабельных инженеров.

## Биография
Аристарх Алексеевич Иващенко родился 15 апреля 1825 года. В 1844 году окончил кораблестроительное отделение Кондукторских рот Учебного морского рабочего экипажа (до 1827 года Училище корабельной архитектуры) и произведён в прапорщики Корпуса корабельных инженеров. Строил паровые деревянные суда на Охтенской верфи в Санкт-Петербурге.
С началом Крымской войны (1853—1856) потребовалось за короткий срок создать флотилию небольших канонерских лодок. Летом 1854 года подпоручик Иващенко был назначен в помощь члену Пароходного комитета капитану-лейтенанту И. А. Шестакову, которому было поручено составить чертежи и осуществить постройку опытной винтовой канонерской лодки. Иващенко был определён помощником Шестакова по кораблестроительной части и строителем лодки. После успешного испытания опытного образца лодки, по откорректированному чертежу, в 1854-55 годах в Санкт-Петербурге и Кронштадте было построено 38 трёхпушечных винтовых канонерских лодок, которые приняли участие в войне.

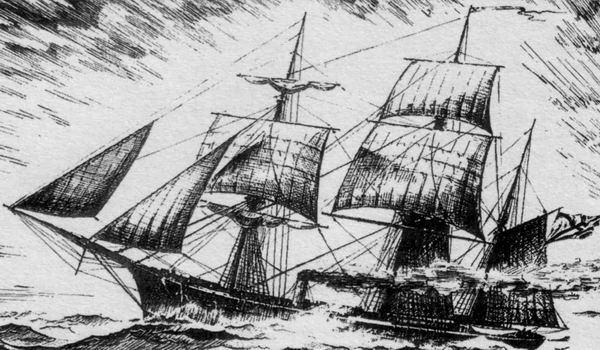
Корвет «Новик»

В июне 1855 года И. А. Шестаков возглавил постройку в Санкт-Петербурге четырнадцати винтовых корветов, разработку чертежей и строительство которых было поручено Иващенко. 9 октября 1855 года поручик Иващенко по собственному проекту на Охтенской верфи заложил восемь 11-пушечных винтовых корветов типа «Боярин» — «Новик», «Медведь», «Посадник», «Гридень», «Воевода», «Вол» и «Рында». Головной корабль «Боярин» был спущен на воду 21 мая 1856 года, все остальные в июне-июле того же года. Строительство кораблей велось под наблюдением адъютанта генерал-адмирала Великого князя Константина Николаевича капитана 2 ранга И. А. Шестакова, в постройке принимал участие корабельный инженер Л. Г. Шведе. Корветы имели водоизмещение до 903 т. Были оснащены паровыми машинами мощностью 200 номинальных л. с. На ходовых испытаниях корветы достигли скорости 13 узлов.

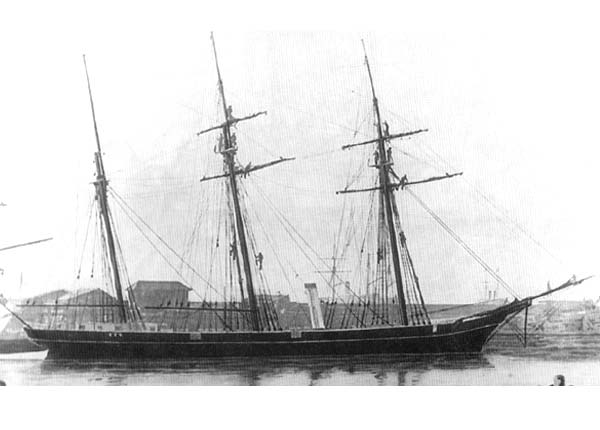
Клипер «Джигит»

5 января 1856 года в Архангельском порту по проекту Шестакова и чертежам Иващенко были заложены шесть винтовых 6-пушечных клиперов типа «Разбойник» — «Стрелок», «Джигит», «Опричник», «Пластун», «Наездник». Строительство корпусов клиперов осуществлял штабс-капитан Корпуса корабельных инженеров П. И. Митрофанов, общее руководство строительством клиперов в Архангельске было поручено капитан-лейтенант А. А. Попову. Корабли имели водоизмещение 615 тонн, оснащены паровой машиной мощностью 150 номинальных л. с., развивали скорость 8—9 узлов. Корабли были спущены на воду летом 1856 года.
В 1856 году Иващенко был командирован в Соединённые Штаты для наблюдения за постройкой винтового фрегата «Генерал-адмирал», строящегося по проекту и чертежам Шестакова, который был старшим наблюдающим на строительстве корабля. В 1859 году Иващенко был произведён в капитаны Корпуса корабельных инженеров.
14 июня 1861 года в Новом адмиралтействе в Санкт-Петербурге заложил 7-пушечный винтовой клипер «Изумруд», водоизмещением 1585 т. Клипер был оборудован паровой машиной мощностью 350/1254 (номинальных/индикаторных) л. с, которая была изготовлена на заводе Коккериль в Бельгии. 2 сентября 1862 года клипер был спущен на воду и в августе 1863 года вошёл в состав Балтийского флота.
9 сентября 1861 года в Новом адмиралтействе, Иващенко заложил первый деревянный броненосец отечественного флота — 22-пушечный фрегат «Петропавловск». Фрегат имел броневой пояс 114 мм, на оконечностях — от 75 до 100 мм. Спустить на воду фрегат кораблестроителю не было суждено. 4 мая 1864 года старший судостроитель Санкт-Петербургского порта Аристарх Алексеевич Иващенко умер от туберкулеза. Похоронен на Смоленском православном кладбище. Фрегат «Петропавловск» был достроен и спущен на воду 15 августа 1865 года.